# Txerkasski (Krasnodar)
|  | Per a altres significats, vegeu «Txerkasski». |

Txerkasski - Черкасский (rus) - és un khútor del krai de Krasnodar, a Rússia. Es troba a la vora esquerra del riu Txelbas, abans d'arribar al líman Sladki, a 7 km al nord-oest de Kanevskaia i a 122 km al nord de Krasnodar. Pertany a l'stanitsa de Starodereviànkovskaia.